# In cerca di te (Iva Zanicchi)
In cerca di te è il trentunesimo album della cantante italiana Iva Zanicchi, pubblicato nel 2013.

## Il disco
Dopo quasi cinque anni dalla pubblicazione dell'ultimo album, Iva decide, un po' in sordina, di immettere sul mercato un nuovo lavoro discografico che vuole, in un certo senso, inaugurare la collaborazione con la figlia Michela Ansoldi, fondatrice di una nuova etichetta discografica, la Luvi Records. 
Questa volta si tratta di una raccolta che propone tredici tracce rivisitate in chiave jazz e swing risalenti agli anni ’40 e ’60. Nel libretto che accompagna il CD la cantante appare in una serie di scatti fotografici, eseguiti per l'occasione, e riporta brevi frasi o episodi della sua carriera per motivare la scelta di ciascun brano. L'immagine scelta per la copertina, in cui viene ritratta con una gardenia fra i capelli, è un evidente omaggio a Billie Holiday.
Per la realizzazione di quest’opera, interamente arrangiata dal maestro Sante Palumbo e registrata presso lo studio Sonikto di Dino Ceglie, Iva si è accostata ad alcuni classici, tra cui spiccano In cerca di te, il brano che dà il nome all'album e inciso per la prima volta da Natalino Otto, Amore fermati di Gorni Kramer e Mille lire al mese del musicista e compositore Carlo Innocenzi.

## Tracce
1. T'ho voluto bene - 3:56 - (Redi - Dobbins - Galdieri)
2. Amore fermati - 3:05 - (Gorni Kramer - Terzoli - Zapponi)
3. In cerca di te - 4:08 - (Eros Sciorilli - Giancarlo Testoni)
4. Addormentarmi così - 3:16 - (Vittorio Mascheroni - Biri (paroliera))
5. Mille lire al mese - 2:45 - (Carlo Innocenzi - Sopranzi)
6. Estate - 4:10 - (Bruno Martino - Brighetti)
7. Quien sera' - 2:38 - (Pablo Beltràn Ruiz)
8. Nebbia - 4:07 - (Vallini - Ferdinando Tettoni)
9. Abat-jour - 3:54 - (Stolz - Cobianco - Neri)
10. I ricordi della sera - 3:45 - (Tata Giacobetti - Antonio Virgilio Savona)
11. Amare un altro - 3:50 - (Fabor - Riccardo Pazzaglia)
12. Arrivederci - 3:25 - (Umberto Bindi - Giorgio Calabrese)
13. The man I love - 3:58 - (G. e I. Gershwin)

## Formazione
- Iva Zanicchi – voce
- Sante Palumbo – arrangiamento, pianoforte, organo Hammond
- Beppe Pini – chitarra
- Franco Cerri – chitarra (traccia 10)
- Stefano Bagnoli – batteria
- Marco Ricci – contrabbasso
- Danilo Rossi – viola
- Emilio Soana – tromba
- Wally Allifranchini – sax
- Paolo Tomelleri – clarino
- Flaviano Braga – fisarmonica, bandoneon
- Marco Simoncelli – armonica a bocca
- Virginia e Nives – cori

## Andamento nelle classifiche
Dati aggiornati al 23/01/2014
| Posizione | 60 |

- Top CD Discoteca Laziale
- Top 100 Ibs (aggiornamento quotidiano): posizione numero 99-88-62-56-51-64-44-43-42-39-38-37-39-41-47-43-46-57-58-55-64-72-70-67-70-75-63-60-61-65-73-68-66-61-54-46-44-40-50-67-73-45-41-46-51-49-50-64
- Amazon Bestseller Musica (aggiornamento quotidiano): posizione numero 43-53-66-36-71-66
- Amazon Novità Musica (aggiornamento quotidiano): posizione numero 23-38-46-41-35